# Mórahalom
Mórahalom Hild-díjas város Csongrád-Csanád vármegyében, a Mórahalmi járás központja.

## Fekvése
Szegedtől mintegy 20 kilométerre nyugatra helyezkedik el, közvetlenül a déli (szerbiai) országhatár mellett. A szomszédos települések: észak felől Zákányszék, kelet felől Domaszék, délkelet felől Röszke, nyugat felől Ásotthalom, északnyugat felől pedig Ruzsa; dél felől a vajdasági Horgoshoz tartozó külterületek határolják. Közigazgatási  területének kiterjedése 8314 hektár.

### Megközelítése
Legfontosabb közúti megközelítési útvonala az 55-ös főút, ezen érhető el Szeged és Baja irányából is. Régebben a főút keresztülhaladt a központján, de ma már észak felől elkerüli a lakott területét, a régi nyomvonal ma az 5514-es útszámozást viseli. Bordánnyal és Zákányszékkel az 5432-es, Röszkével és az 5-ös főúttal az 5512-es, Ásotthalom déli külterületeivel pedig az 5511-es út köti össze.
Vasútvonal nem érinti.

## Története
A települést először 1729-ben nevezték – nem hivatalosan – „Mórahalmának”, majd 1892-ben Szeged – Alsóközpont néven lett a sűrűn lakott tanyavilág központja. Ekkor emelték az első középületeket. Révai nagy lexikona a 20. század elején még Szegedhez tartozó népes pusztaként ír róla. Területe Királyhalom, Mórahalom, Nagyszéksós nevű korábbi kapitányságok egy részéből alakult meg.
1950-ben Mórahalom néven önálló község, majd 1970-től nagyközség lett. A közigazgatás átszervezését követően 1984-től városi jogú nagyközség, több település körzetközpontja. 1989. március l-jén városi rangot kapott. A település 1992-ben ünnepelte alapításának 100. évfordulóját.

## Jelene
A város belterületének közműhálózata jól kiépített. Ivóvíz-, gáz-, villany- és szennyvízhálózata szinte 100%-osnak mondható, úthálózatának 80%-a szilárd burkolatú út. Belterületén a kerékpárutak hossza megközelíti a 10, míg a külterületen a 27 km-t. A várost biztonságos kerékpárút köti össze a szomszédos településekkel: Ásotthalommal, Domaszékkel, Röszkével, Zákányszékkel, továbbá bicikliúton egészen Bajáig is eljuthatunk Mórahalomról. A kerékpáros turizmust segítve kerékpár-kölcsönzési lehetőség is az érdekeltek rendelkezésére áll, illetve már elektromos bicikli is bérelhető a város turisztikai irodájában.
A településen kiépített telefonhálózat az országos távhívórendszerbe is bekapcsolódott. A településen 2001-re korszerű kábeltelevíziós hálózat épült meg a teljes belterületre vonatkozólag. A kábeltelevízió-rendszer egy csatornáján a helyben működő Móra-Net Tv (www.moranettv.hu) stúdió műsorait 16 településen sugározzák.
A településen meghatározó a mezőgazdasági termelés, döntően magángazdálkodás keretében. Mórahalom város és a Homokháti Kistérség gazdasági és földrajzi adottságait figyelembe véve határozta el a városi önkormányzat az ipari park létesítését, amely az államilag elismert ipari park címet 1997-ben nyerte el. 2000-re befejeződött az infrastruktúra kiépítése. 2002-ben közel 2000 m²-nyi alapterületű inkubációs centrum várta a befektetőket, azonban mind az ipari park területének bővítésére, mind pedig az ott található infrastruktúra folyamatos fejlesztésére nagy hangsúlyt fektet az önkormányzat. 2015-ben 88,8 hektár az ipari park területe, amelyből 24,46 hektár zöldmezős, szabadon hasznosítható terület áll a betelepülni szándékozó vállalkozások rendelkezésére, valamint a város további fejlesztési területeket is kijelölt az esetleges jövőbeni terjeszkedés érdekében. 
A Homokhát Térségi Agrár-Ipari Tudományos és Technológiai Park 2019-ben már 100 hektáros területen működik. Az ipari park szakképzett munkaerőhiányát igyekszik csökkenteni 2019-től az országban az elsők között megépült újkori munkásszálló a vásártér szomszédságában.
A település egészségügyi és szociális alapellátását három háziorvos, egy gyermekszakorvos, két fogorvos, bölcsőde, Idősek Otthona, valamint az időseket ellátó Gondozási Központ végzi. Jelenleg 19 szakrendelés működik közhasznú társaság formájában, a 2001-ben felépített és berendezett szakrendelők mellett, 2008-ban egy teljesen új főépülettel, 2011-ben pedig mozgásszervi rehabilitációs részleggel bővült a Járóbeteg Szakellátó Központ épülete.
A Biztos Kezdet Gyerekházban a 0-3 éves gyermeket nevelő családok játékos formában fejleszthetik gyermekeik képességeit. A Napsugár Fejlesztő Ház Fogyatékossággal Élők Nappali Intézménye a térségben élő, nappali ellátásra szoruló sajátos nevelési igényű és/vagy fogyatékos gyerekek, fiatalok, felnőttek napközbeni ellátását hívatott betölteni.
Az oktatás az 1850-es években még belterületi és külterületi iskolákban folyt. Jelenleg 78 személyes bölcsődében (Huncuthalom Gyerekvilág – Huncutka Bölcsőde), és 299 személyes Napköziotthonos Óvodában, valamint belterületi, 32 tanteremmel, 1 tornateremmel és 1 tornaszobával rendelkező általános iskolában közel 438 gyerek nevelését végzik szakképzett pedagógusok, illetve 2014-től egyházi iskola (Szent László Katolikus Általános Iskola) kezdte meg működését a településen, ahol további 216 gyermek oktatása zajlik. 
A Mórahalmi Móra Ferenc Általános Iskola épülete 2001-re teljes mértékben megújult, és 2100 m² alapterülettel bővült, amely tartalmaz esztétikus aulát, új konyhát, éttermet. Az iskola fejlett informatikai hálózattal rendelkezik. Az iskolai épületek közül – pályázati keretek közt – az úgynevezett Barmos-iskola épületének felújítása 2013-ban megtörtént. Ezen felül 2018 óta középiskolai oktatás is elérhető a településen. 
Az újonnan épült Szegedi Szakképzési Centrum Tóth János Mórahalmi Szakképző Iskolája és Garabonciás Kollégiuma hiányszakmák oktatását végzi, mint pedagógiai asszisztens, szoftverfejlesztő, pincér, szakács, cukrász, de emellett elérhető a gyógymasszőr képzés is a településen.
A közművelődést szolgáló intézményeink közül a művelődési ház rekonstrukciója 2003-ra megvalósult, amely során térségi közösségi és rendezvényházzá bővült, és az „Aranyszöm Rendezvényház” nevet kapta. A Rendezvényház ma már befogadó színház minősítéssel bír, így az őszi-tavaszi évadban rendszeresen látogathatóak különféle színházi előadások a város központjában lévő kulturális intézményben.
Önkormányzati fenntartással működik a Tóth Menyhért Városi Könyvtár és Közösségi Ház, mely nevét a mórahalmi születésű Kossuth-díjas festőről kapta. A könyvtárban 1990-től önálló folyóirat szerkesztésére is sor került Mórahalmi Körkép, 2014-től Tükörkép néven (ez utóbbit már nem a könyvtárban szerkesztik, hanem a Rendezvényházban működő Móranet Nonprofit Közhasznú Kft. vezényletével.). 
Az önkormányzat a település múltjának részleteit bemutató több kiadványt jelentetett meg (különösen a település múltját feldolgozó monográfiát, kalendáriumokat, a települést bemutató egyéb kiadványokat) melyek megvásárolhatók és megtekinthetők a Tourinform irodában, illetve a település honlapján is megjelennek a településre vonatkozó információkkal együttesen. Mindemellett folyamatos feltöltés alatt áll az úgynevezett Móra-Tár, mely a település minden lényeges múltbéli és jelenkori információját, dokumentumát tartalmazza digitális formában.
A Mórahalmi Települési Értéktár Bizottság 2013-ban alakult, azóta minden évben ülésezik és frissíti a Települési Értéktárat. Mórahalom "kincsesládájában" jelenleg 16 elem található, melyekből 3 része a Csongrád-Csanád Vármegyei Értéktárnak is.
A város turisztikai tevékenységét a Móra-Tourist Nonprofit Kft. végzi, mely 2011 óta – a megyében elsőként – regisztrált helyi TDM-szervezetként működik. Ennek keretében látja el a homokháti térség kapcsolódó területeinek turisztikai desztinációs menedzsment feladatait. Ezen felül, turisztikai gazdasági tevékenységek (szálláshelyek, rendezvény helyszínek, személyszállítás, programszervezés, biciklikölcsönzés) mellett a mórahalmi Tourinfom irodát és a helyitermék-boltot működteti, valamint a városnéző elektromos kisbuszt (Buba Busz) üzemelteti, melyekkel a városba érkező turisták igényeit szolgálja ki.
Részben az idegenforgalom szerepének növekedése miatt, részben a helyi lakosságnak kedvezve 2020-ban bevezették a Mórahalom Városkártya programját. A kezdeményezésnek köszönhetően lehetőség van Mórahalom kártyát és Turisztikai kártyát igényelni, melyekkel különféle kedvezmények vehetők igénybe a település szolgáltató helyein. További részletek és az elfogadóhelyek listája: www.morahalomkartya.hu
Az idegenforgalom hagyományát Mórahalmon a belterületen található, országos minősítéssel rendelkező Szent Erzsébet Mórahalmi Gyógyfürdő adja. A gyógyfürdőben négyféle minősített gyógyvizet adó kút található (Árpád, Erzsébet, Szent László és Mátyás gyógyvíz). A gyógyvíz-fürdőkúra nőgyógyászati megbetegedések, kopásos és gyulladásos ízületi betegségek, gerincbetegségek, valamint izomreuma kezelésére szolgál, így a fürdőt méltán nevezik a térség „térd- és vállcentrumának”.

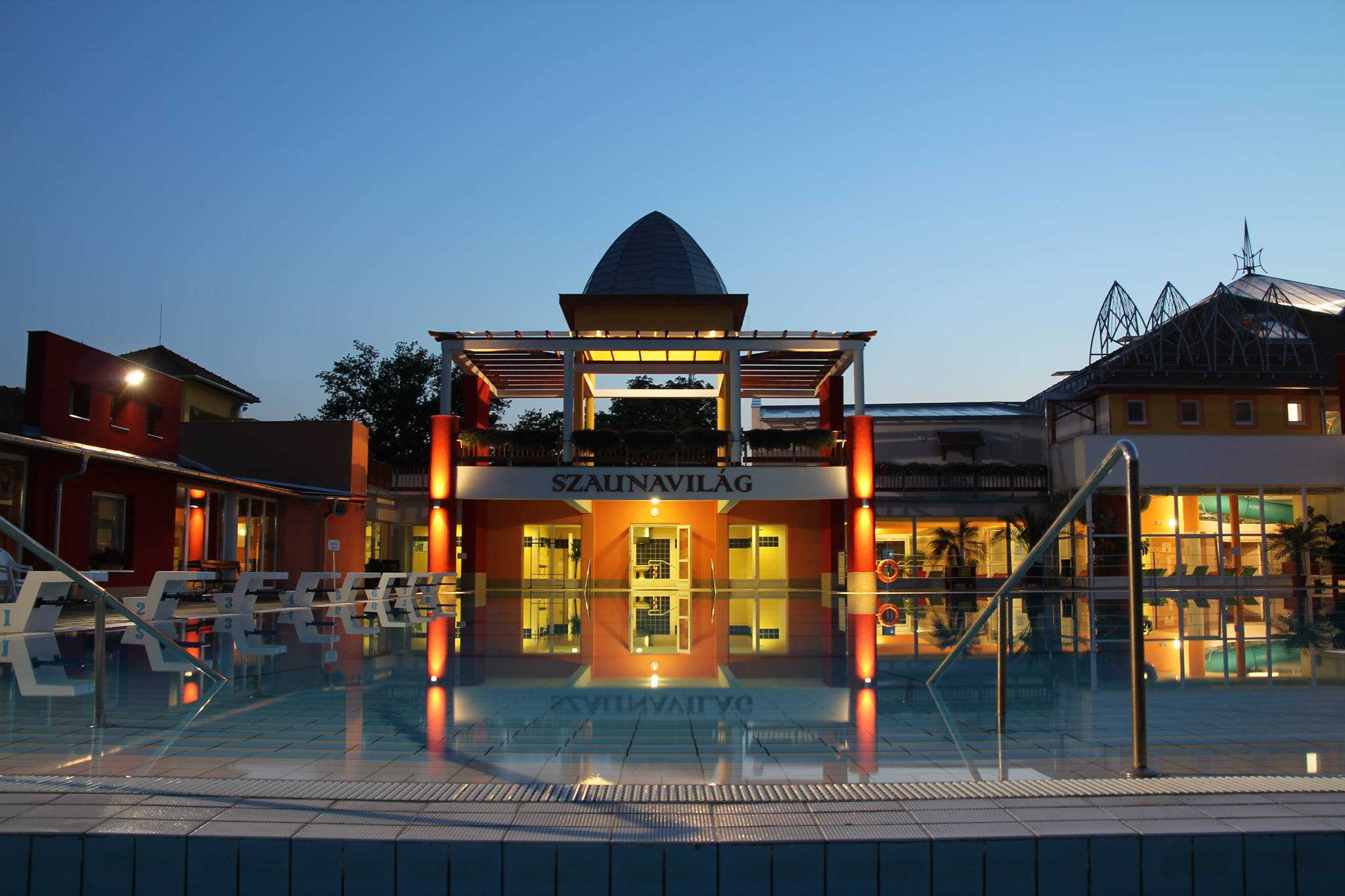
A Szent Erzsébet Mórahalmi Gyógyfürdő este

A fürdő mellett található a város legnagyobb parkja. A lombos fákkal övezett és virágágyásokkal ékeskedő szép és rendezett környezetben sétányok és padok, valamint a történelmi sorsfordulóinknak emléket állító szobrok és emlékművek találhatók. 
A gyógyfürdő szomszédságában nyitotta meg kapuit a négycsillagos superior minősítéssel rendelkező Hotel Colosseum Wellness és Konferencia Szálloda 2011-ben, illetve a háromcsillagos Elixír Medical Wellness Hotel, 2015-ben.
A város külterületén található idegenforgalmi nevezetesség a Nagyszéksós-tó, ahol bivalyrezervátum működik. Magyarországon a 16. század óta tenyésztenek bivalyokat, 1911-ben még 155 ezres állomány élt az ország akkori területén, huszonöt évvel később már csak hétezer példányt számláltak. Napjainkban néhány százra tehető a magyarországi állomány, többségük nemzeti parkokban él. 
A Nagyszéksósi Bivalyrezervátum területén élő bivalygulya egyedeinek száma folyamatosan emelkedik, az eredeti természeti környezet fenntartásában és alakításában fontos szerepet töltenek be. Jelenleg több mint 150 bivalyból álló mórahalmi bivalyrezervátum egyedeinek egy részét áttelepítették a Tanaszi-semlyéken kialakított új rezervátum területére.
A mai tanyasi életformára építve is megindult a „tanyai turizmus” mind a hazai, mind pedig a külföldi vendégek számára egyre népszerűbb.
2017-ben jött létre a Kapocs Népfőiskola Mórahalmon, amikor 8 település (ebből 3 határon túli) a megalapításról döntött. A kulturális törvényben is helyet kapó, kulturális intézményi formaként, gazdasági társaság által fenntartott népfőiskola a közösségteremtést és fejlesztést tűzte ki célul. Mindezt helyi és térségi szinten az együttműködő települések bevonásával, az új ismeretek és tudás átadása, illetve az értékek megőrzése és továbbvitele által.  
A lakosság sportigényét futballpályák, teniszpályák, az iskolai sportcsarnok, a Móradombi Sportcsarnok, konditerem, kültéri fitnesspark, strandfocipálya, sportpálya, BMX-pálya, salakmotor- és krosszpálya, grundpálya, valamint a fürdő tanmedencéje és úszómedencéje elégíti ki. 2012-ben a város sportturisztikai szolgáltatásai a Futó-Dobó Lovasközpont által nyújtott szolgáltatásokkal bővültek. 2014-ben a Szent János térségben sportkomplexum létesült műfüves és élőfüves futballpályával, öltözőépülettel, amelyben korszerű konditerem is várja a sportolni vágyókat.
2020-ban átadták a Móradombi Uszodát. A 2000 nm-es uszoda várhatóan új alapokra helyezi nemcsak a vizes sportokat, de az úszásoktatást is a városban.  Pinceszintjén található a gépészet, illetve helyet kapott benne két medence. A nagyobb, 25×33 méteres alkalmas vízilabda-mérkőzések lebonyolítására, a kisebb pedig tanmedenceként használható. Egy mobil lelátó is került az új uszodába, mely az aktuális rendezvények igényei szerint mozgatható.
Szintén a 2020-as év eredménye, hogy megépült a Molnár Franciska Judo Csarnok, ahol a helyi judo sportegyesület jelenleg közel 80 sportolója tartja edzéseit. A létesítményben országos és nemzetközi versenyeket rendeznek a jövőben.
2015-ben kezdte meg működését a Futó-Dobó Lovasközpontban a Patkó Lovas és Szabadtéri Színház, mely nyári szezonban várja a színházi produkciók, nagykoncertek iránt érdeklődőket. A szabadtéri színház szorosan együttműködik a Nemzeti Lovas Színházzal, mely évről évre különleges lovas produkciókat mutat be Mórahalmon. További részletek: www.lovasszinhaz.morahalom.hu
2019-ben nyitotta meg kapuit a KOLO Szerb Kulturális Központ a Röszkei úton, mely egy határon átnyúló program segítségével épülhetett meg a városban. Mórahalom a balkáni kultúrának és gasztronómiának kívánt ezzel otthont teremteni, melyet határközelsége és más nemzetek iránti nyitottsága alapozott meg. A Kolo-ban különleges zenei, képzőművészeti, színházi, vallási és gasztronómiai élmények várják a látogatókat az egész év folyamán. Az épületben helyet kapott az Életadó Forrás elnevezésű pravoszláv kápolna és imahely is, mely bárki számára látogatható.
A Ezer Év Parkja, korábban Mini Hungary Park néven ismert mórahalmi makett park, teljes felújítás után 2020-ban újra fogadja látogatóit. A szabadtéri kiállítóhely kéthektáros területen a történelmi Magyarország építészeti szimbólumait, történeti emlékeit foglalja magába 1:25-ös méretarányú makettek formájában.
A település önkormányzata lakáskoncepciót fogadott el, amelynek alapján a kormány lakáskoncepciójának köszönhetően a 2000-es évek elején 40 önkormányzati bérlakás épült. Az önkormányzati bérlakások száma 2020-ban már közel 170.
1997-ben egy egységes riasztási központ megépítését tervezte el az önkormányzat. Itt kapott elhelyezést a helyi katasztrófavédelmi iroda, a helyi önkéntes tűzoltóság és a mentőállomás a központi orvosi ügyelettel. A helyi rendőrőrs új épülete 2003-ban került átadásra.
2015. június 30-án átadták a 7,1 kilométer hosszú 55-ös főút várost északról elkerülő szakaszát. Az elkerülő szakasz három körforgalommal is rendelkezik, melyek mindegyikében Máté István szobrászművész táncoló nőalakokat ábrázoló szobrai láthatók.
2015. július 13-án itt kezdték meg a Magyarország–Szerbia-határzár építését.

## Közélete

### Polgármesterei
- 1990–1994: Katona László (független)[8]
- 1994–1998: Nógrádi Zoltán (független)[9]
- 1998–2002: Nógrádi Zoltán (független)[10]
- 2002–2006: Nógrádi Zoltán (Fidesz)[11]
- 2006–2010: Nógrádi Zoltán (Fidesz-KDNP)[12]
- 2010–2014: Nógrádi Zoltán (Fidesz)[13]
- 2014–2019: Nógrádi Zoltán (Fidesz-KDNP)[14]
- 2019–2024: Nógrádi Zoltán (Fidesz-KDNP)[15]
- 2024– : Nógrádi Zoltán (Fidesz-KDNP)[1]

## Népesség
A település népességének változása:
| Lakosok száma | 5822 | 5872 | 6145 | 6479 | 6066 | 6227 | 6341 |
|               | 2013 | 2014 | 2018 | 2021 | 2022 | 2023 | 2024 |

A 2011-es népszámlálás során a lakosok 92%-a magyarnak, 0,6% németnek, 0,5% románnak mondta magát (8% nem nyilatkozott; a kettős identitások miatt a végösszeg nagyobb lehet 100%-nál). Az 5804 főnyi lakosságból külterületen (tanyán) 1555 fő élt. A vallási megoszlás a következő volt: római katolikus 68,9%, református 1,9%, evangélikus 0,3%, felekezeten kívüli 9,7% (17,3% nem nyilatkozott).
2022-ben a lakosság 89,7%-a vallotta magát magyarnak, 1% szerbnek, 0,5% románnak, 0,3% németnek, 0,2% cigánynak, 0,1% horvátnak, 2,2% egyéb, nem hazai nemzetiségűnek (10% nem nyilatkozott; a kettős identitások miatt a végösszeg nagyobb lehet 100%-nál). Vallásuk szerint 47,3% volt római katolikus, 2% református, 0,3% evangélikus, 0,2% ortodox, 0,1% görög katolikus, 1,8% egyéb keresztény, 1,3% egyéb katolikus, 10,1% felekezeten kívüli (36,7% nem válaszolt). A településnek több mint 110 éve helyben lakó katolikus plébánosa van.

## Nevezetességek
- Szent Erzsébet Mórahalmi Gyógyfürdő: regionális jelentőségű 5*-os gyógyfürdő minősítéssel rendelkező létesítmény, a medencék hőfoka 34-39 Celsius-fokos. Kifejezetten térd- és vállízületi megbetegedések gyógyítására hasznosítják vizét. (www.erzsebetfurdo.morahalom.hu)
- A központból északi irányba haladva
  - Tanítók fája
  - Móra Ferenc mellszobra (Kampfl József alkotása)
  - Barmos György-dombormű (Tápai Antal alkotása)
  - Petőfi Sándor mellszobra (Serban Bonaventura alkotása)
  - Mórahalmi Rétesház (A mórahalmi Rózsa rétes a Csongrád-Csanád Vármegyei Értéktár része.)
  - Anya gyermekkel című alkotás (Mészáros Mihály munkája)
  - Gyümölcsös lány című szoborkompozíció (Kalmár Márton)
  - Homokháti Emlékház
- A központból déli irányba haladva
  - Aranyszöm Rendezvényház (www.rendezvenyhaz.morahalom.hu), előtte Klebelsberg Kunó mellszobra Kalmár Mártontól.
  - Tóth Menyhért Városi Könyvtár és Közösségi Ház (www.konyvtar.morahalom.hu), oldalában Tóth Menyhért festő emléktáblája.
  - Rozsmalom épülete
  - Cacao Club – benne a Babagyűjtemény
  - Röszkei úti házsor – benne a Bivaly Bowling Club & Bar
  - Gazdasági Iskola épület együttese
  - Gerle birtok
  - Régiekre emlékezünk című alkotás (Nagy István munkája)
  - Kolo Szerb Kulturális központ: benne az Életadó Forrás pravoszláv kápolna és imahely (www.kolocentar.morahalom.hu)
- A központból keleti irányba haladva
  - Szent László Király Templom, mellette Szent László mellszobra (Serban Bonaventura)
  - Recski áldozatok emlékköve (Serban Bonaventura alkotása)
  - A gondviselés angyala című szobor (Lantos Györgyi alkotása)
  - I. világháborús emlékmű (Betlen Gyula alkotása)
  - A II. világháború és az 1956-os forradalom áldozatainak emlékműve (Fritz Mihály alkotása)
  - 1848-as emlékmű
  - Férfifej című fából készült alkotás (Polyák Ferenc)
  - Árpád-házi szentek kútja (Tóbiás Klára alkotása)
  - Testvértelepülések fája (Szász Gyula alkotása)
  - Többalakos Erzsébet díszkút a gyógyfürdő előtt (Kligl Sándor alkotása)
  - Szabadtéri keresztút stációi a Templomkertben
  - Székely kapu
  - Szentháromság tér Szentháromság szoborral és kopjafákkal, 56-os emlékmű (Máté István alkotása)
  - Gólyák című alkotás Fekete Tamástól
  - Turulszoborral díszített országzászlós Trianon-emlékmű (Máté István alkotása)
  - Kettőskereszt (Palásti Gábor alkotása)
  - Futó-Dobó Lovasközpont (amely a lovas versenyeken és edzéseken túl a nyári hónapokban lovas színházi programoknak és egyéb zenés, táncos rendezvényeknek ad helyt)
  - Ezer Év Parkja, ahol a Kárpát-medence több nevezetes műemlékének makettje tekinthető meg, többségük a valós méret 25-öd részére kicsinyítve, valósághű kialakítással (www.ezerevparkja.hu)
  - Szent János szobor, melyről a térség a nevét kapta
  - Kocsimúzeum
- Külterületi nevezetességek
  - Tanyai iskolák – köztük a Kralleri borház (benne szőlészethez és borászathoz kapcsolódó kiállítás), Nagyszéksósi Kulcsosház
  - Kiskunsági Nemzeti Park Körös-éri Tájvédelmi Körzet, – Nagyszéksósi Bivalyrezervátum, Csipak semlyék, Tanaszi semlyék
  - Viharkeresztek és harangok
  - Zöld Közösségi Ház és Erdei Iskola
  - Az 55-ös főút elkerülő szakaszán három szoborcsoport látható a körforgalmakban (Máté István szobrászművész alkotásai)
- Városnéző elektromos Buba Busz
- Patkó Lovas és Szabadtéri Színház
- Országos Állat- és Kirakodó Vásár: minden hónap 3. vasárnapján.

## Mórahalom Települési Értéktár
A Mórahalmi Települési Értéktárban jelenleg a következő elemek találhatóak:
| - Homokháti méz                                                         |
| - Mórahalmi savanyúság                                                  |
| - Mórahalmi kézzel készített száraztészta                               |
| - Mórahalmi kecskesajt                                                  |
| - Homokháti Sokadalom                                                   |
| - Nagyszéksósi Bivalyrezervátum                                         |
| - Rózsa rétes – Mórahalom                                               |
| - Rétesfesztivál                                                        |
| - Tanaszi-semlyék                                                       |
| - Madarász-tó                                                           |
| - Csipak semlyék                                                        |
| - Mórahalom helyismereti kiadványai                                     |
| - Mórahalmi ugrókötél sport                                             |
| - Mórahalmi Parasztkórus munkássága                                     |
| - Mórahalmi néptánc oktatás és a Mórahalom Néptánc Egyesület munkássága |

A Csongrád-Csanád Vármegyei Értéktárba bekerült elemek:
- Homokháti Sokadalom
- Rózsa-rétes
- Nagyszéksósi bivalyrezervátum

## Testvértelepülései
- Chamerau  (Németország)

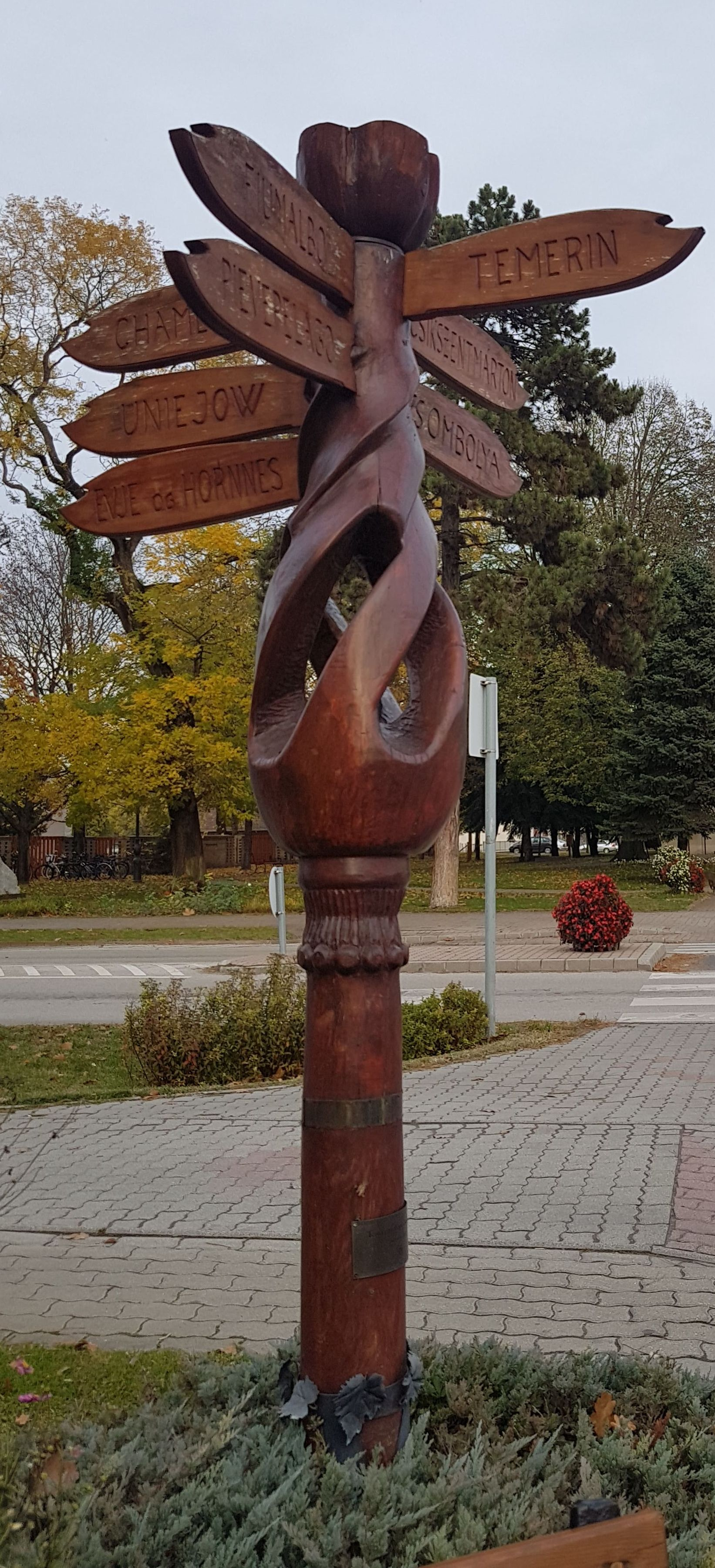
Testvértelepülések fája, Szász Gyula fafaragó műve, 2019

- Pievepelago (Olaszország)
- Parco del Frignano[18](Fiumalbo)
- Csíkszentmárton Románia (Erdély, Székelyföld)
- Temerin Szerbia (Délvidék)
- Uniejów (Lengyelország)
- Evje og Hornnes (Norvégia)
- Zsombolya (Románia)

## Híres emberek
- Krisztin Tibor, Széchenyi-díjas magyar matematikus, egyetemi tanár, a Magyar Tudományos Akadémia rendes tagja
- Ördög Nóra, műsorvezető, tévés személyiség
- Szekeres Ferenc grafikusművész
- Tóth Menyhért posztumusz Kossuth-díjas festőművész
- Puhalák Szidónia EHF Bajnokok Ligája-győztes, magyar bajnok és kupagyőztes, magyar válogatott kézilabdázó
- Molnár Franciska magyar cselgáncsozó, edző

## A település az irodalomban
- Feltehetőleg az itteni Madarász-tő mellett állt az a madarásztői csárda, mely Móra Ferenc A madarásztói szép asszony és a Még egyszer a madarásztói csárdás című novelláinak színhelye volt (megjelentek az író Göröngykeresés című kötetében).

## Képek

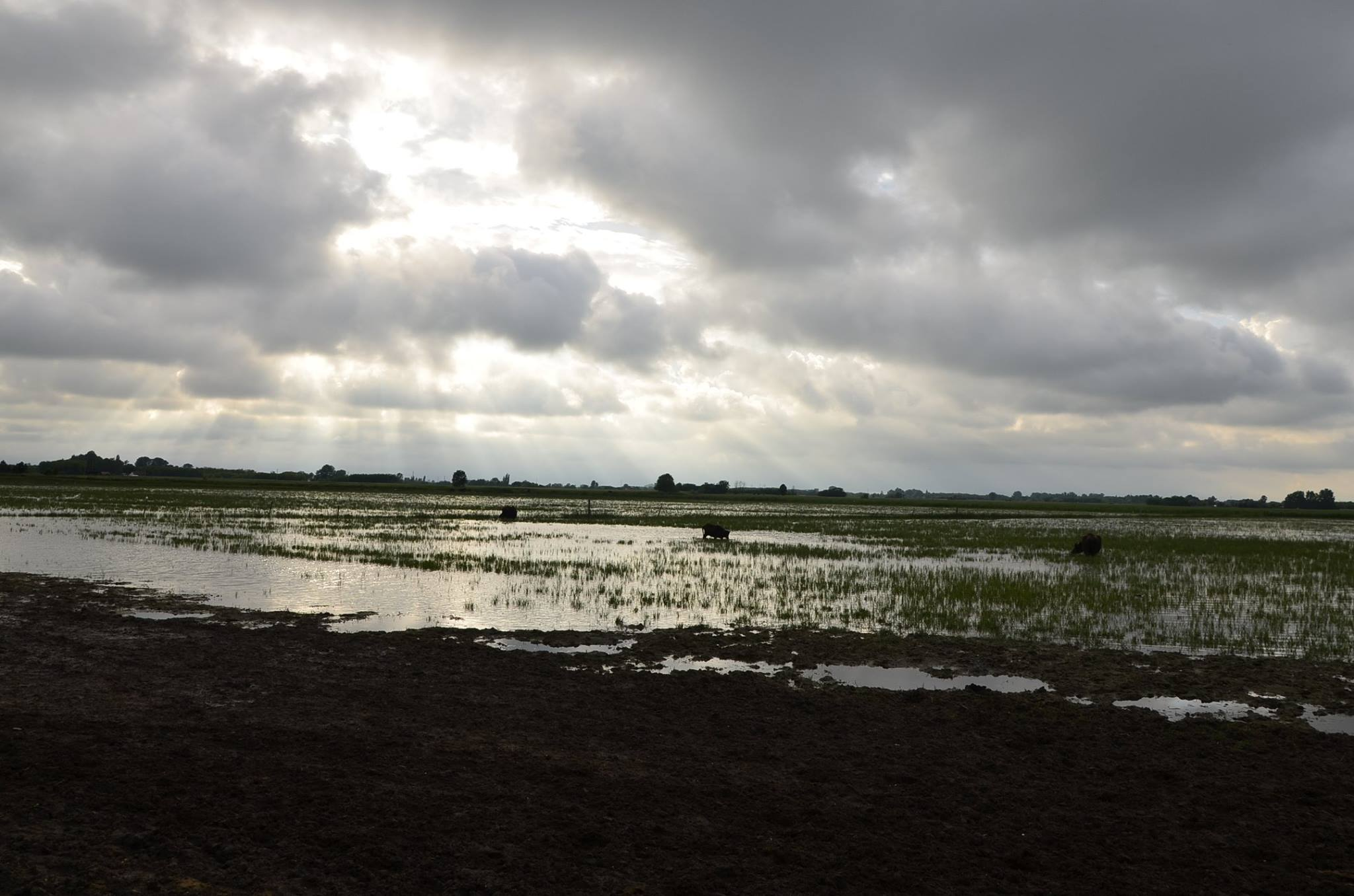
Nagyszéksósi Bivalyrezervátum
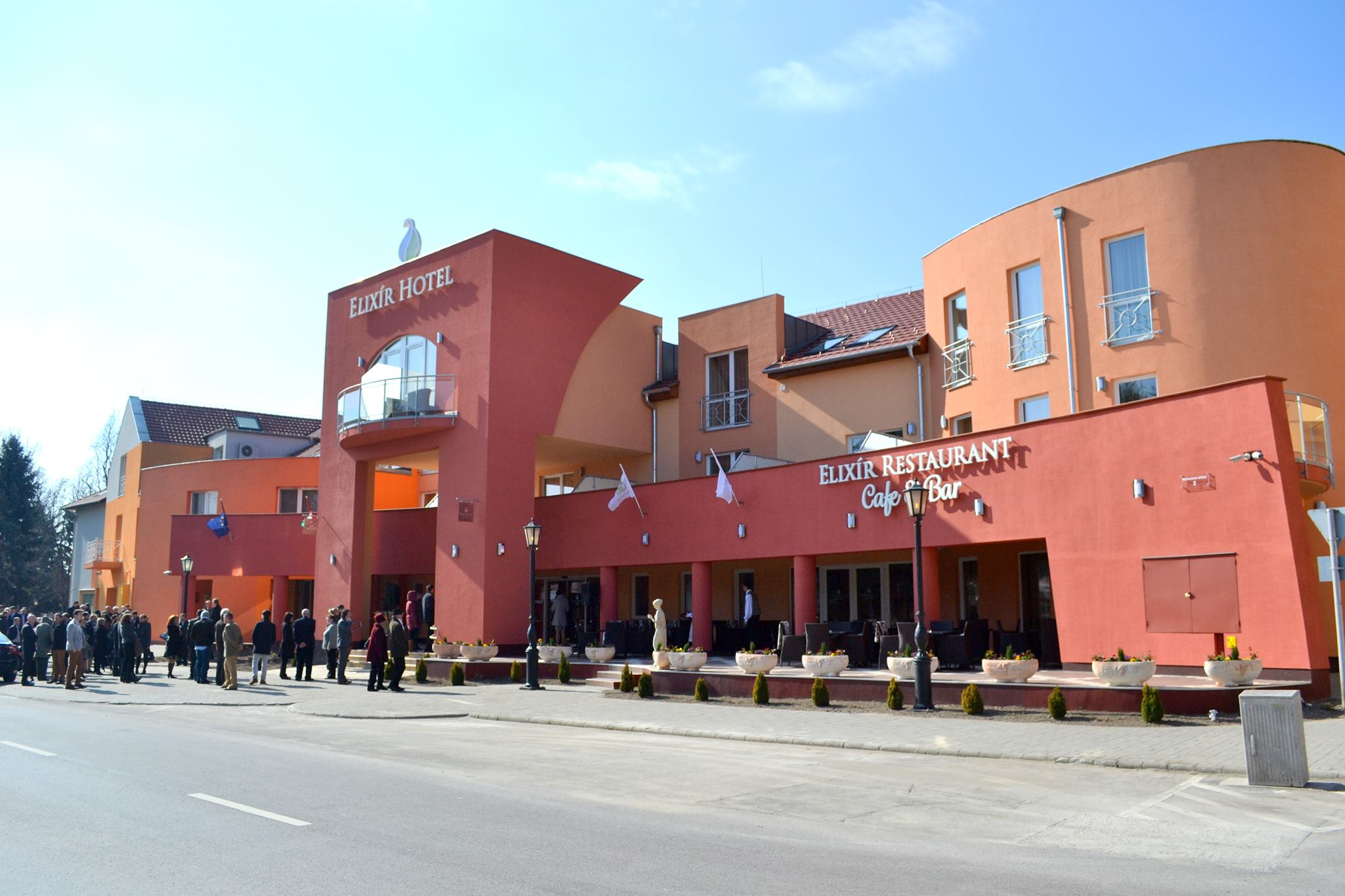
Mórahalom Elixír hotel
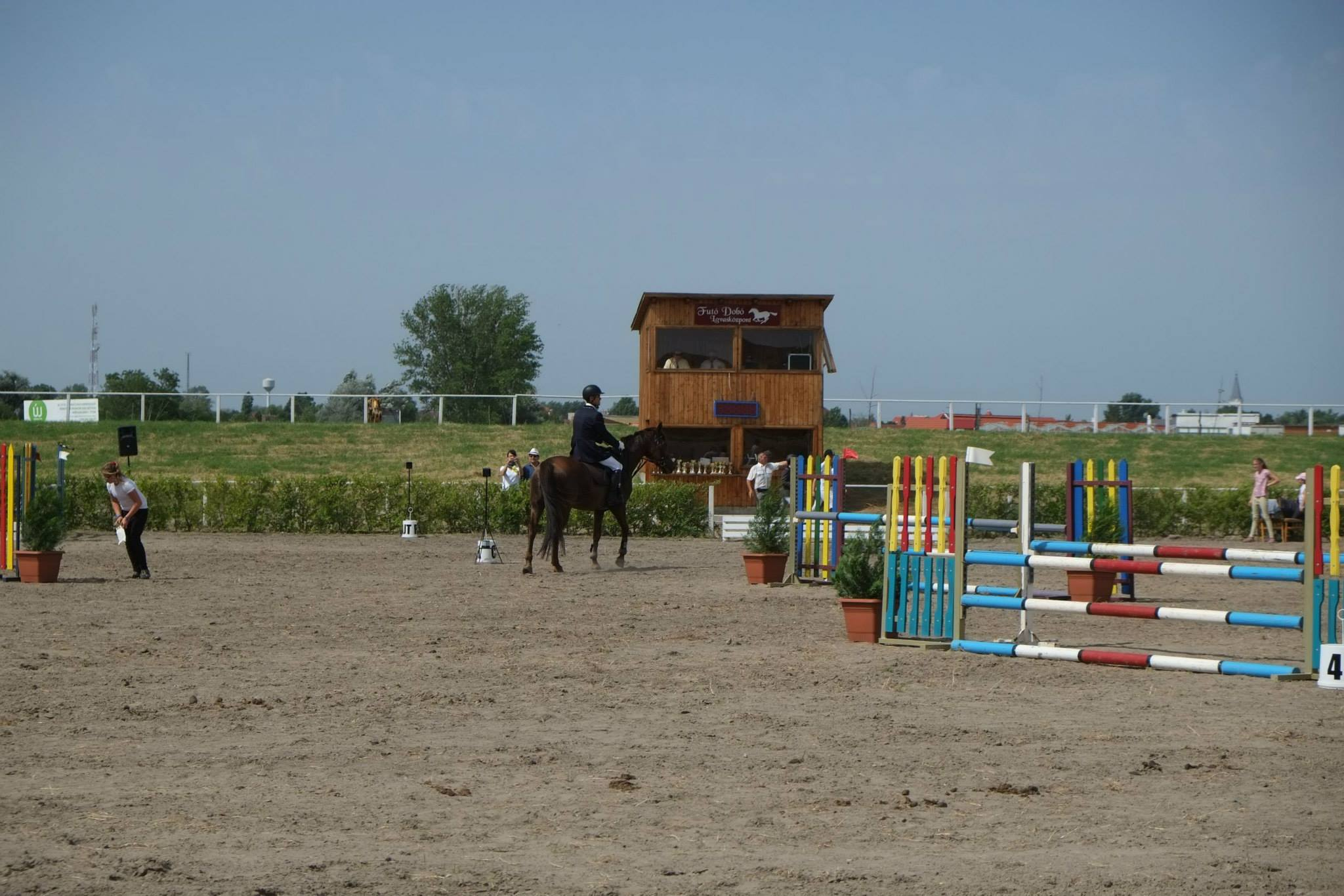
Mórahalom Futó-Dobó lovasközpont
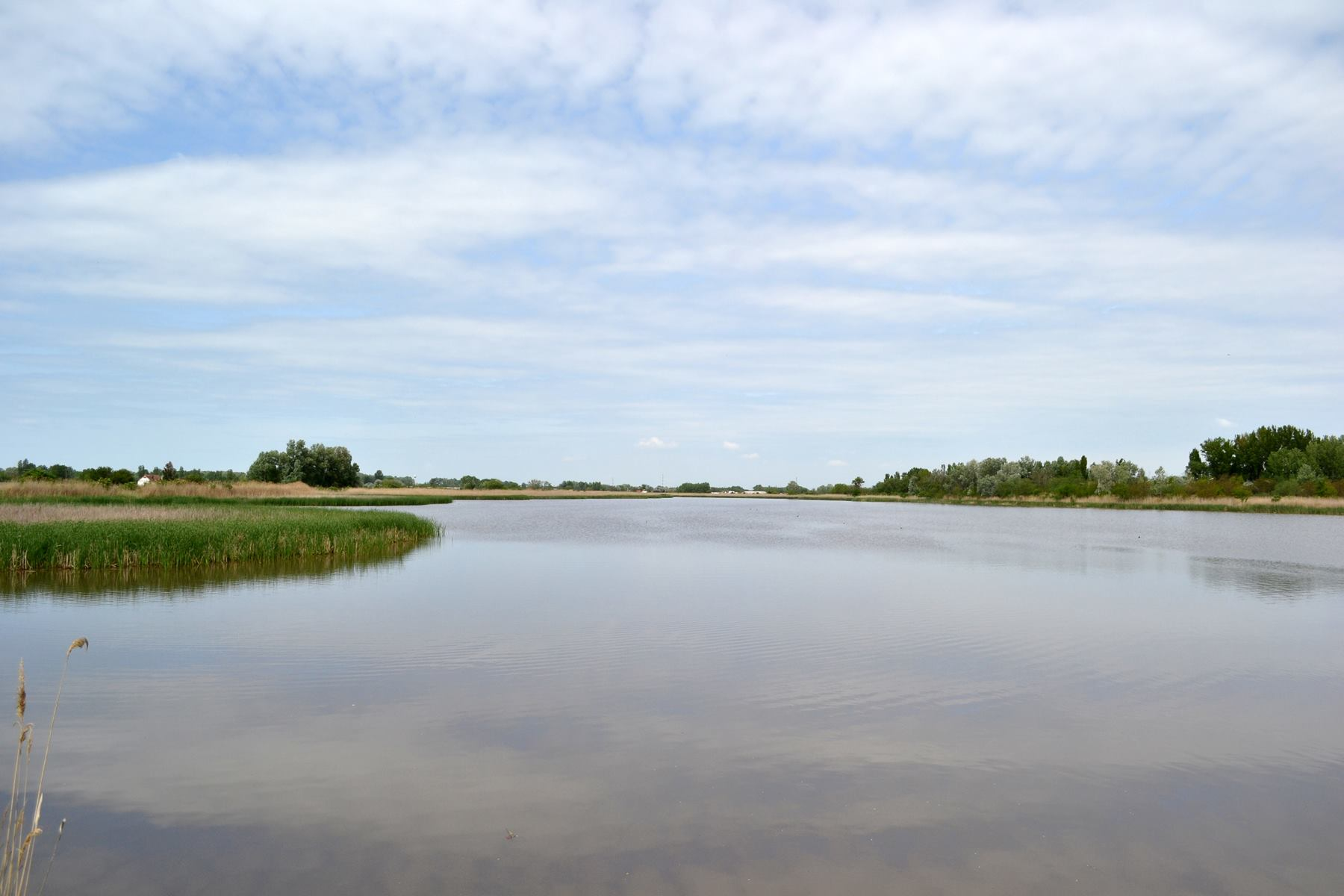
Madarász tó Mórahalom
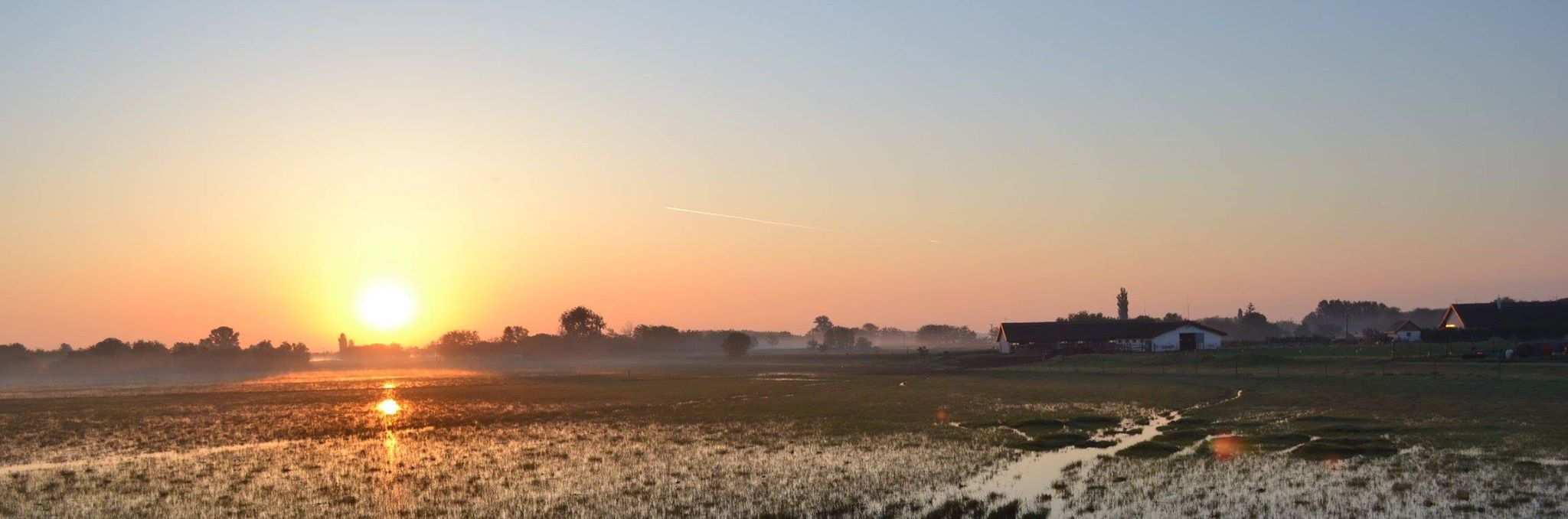
Mórahalom napfelkelte
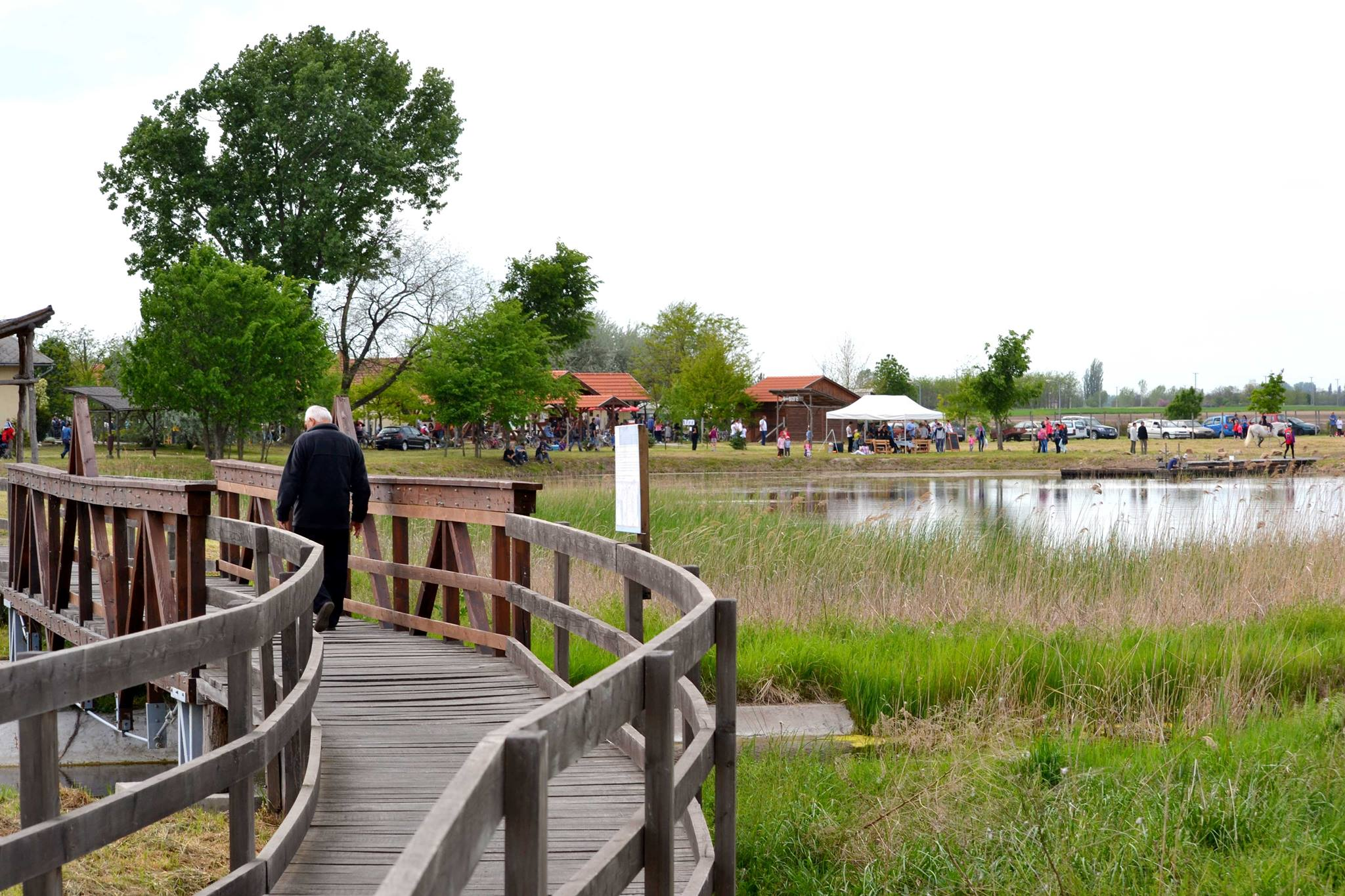
Nagyszéksós tó Mórahalom
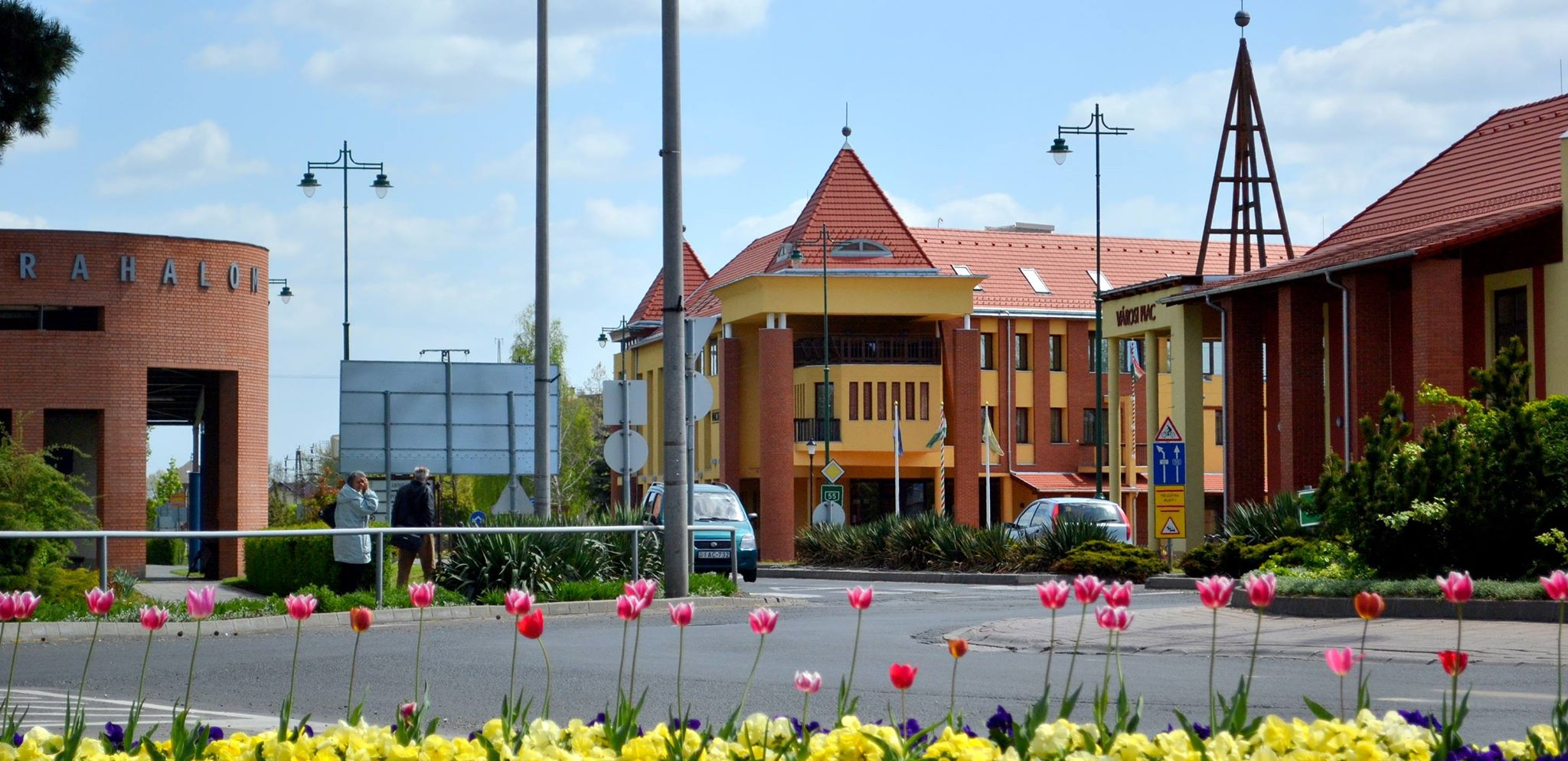
Mórahalom városközpont
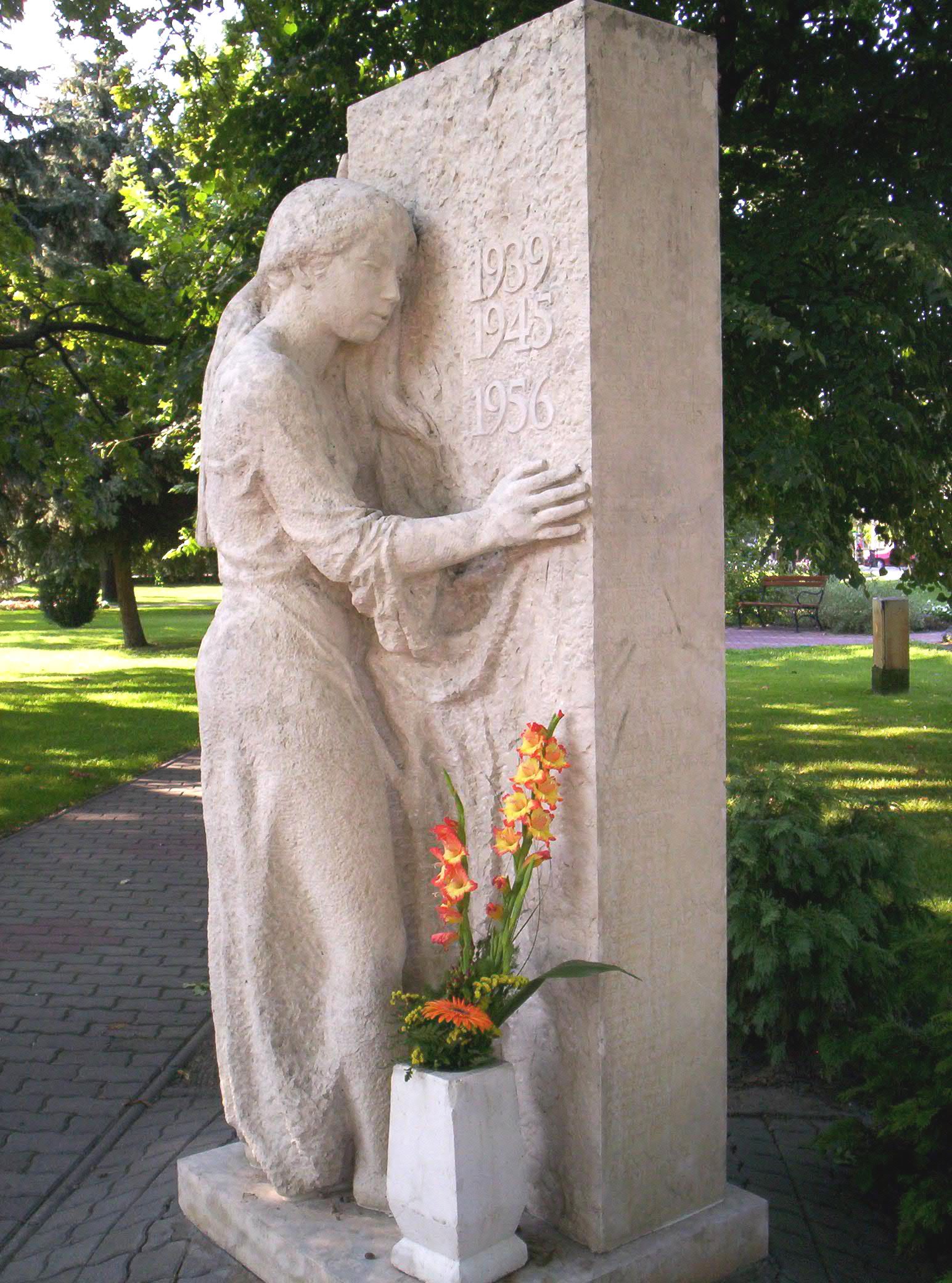
A második világháború és az 1956-os forradalom áldozatainak emlékműve
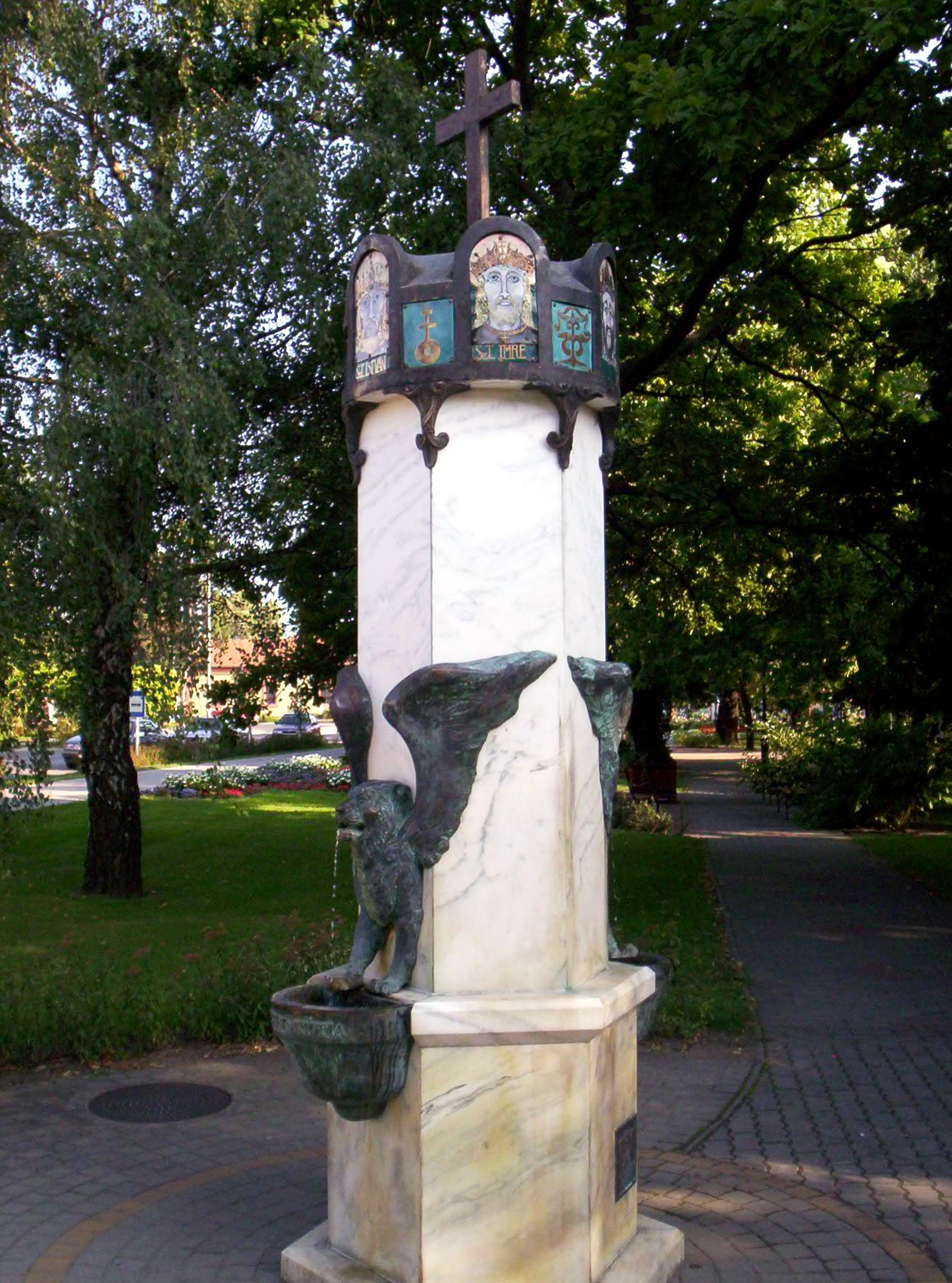
Tóbiás Klára: Árpád-házi szentek kútja
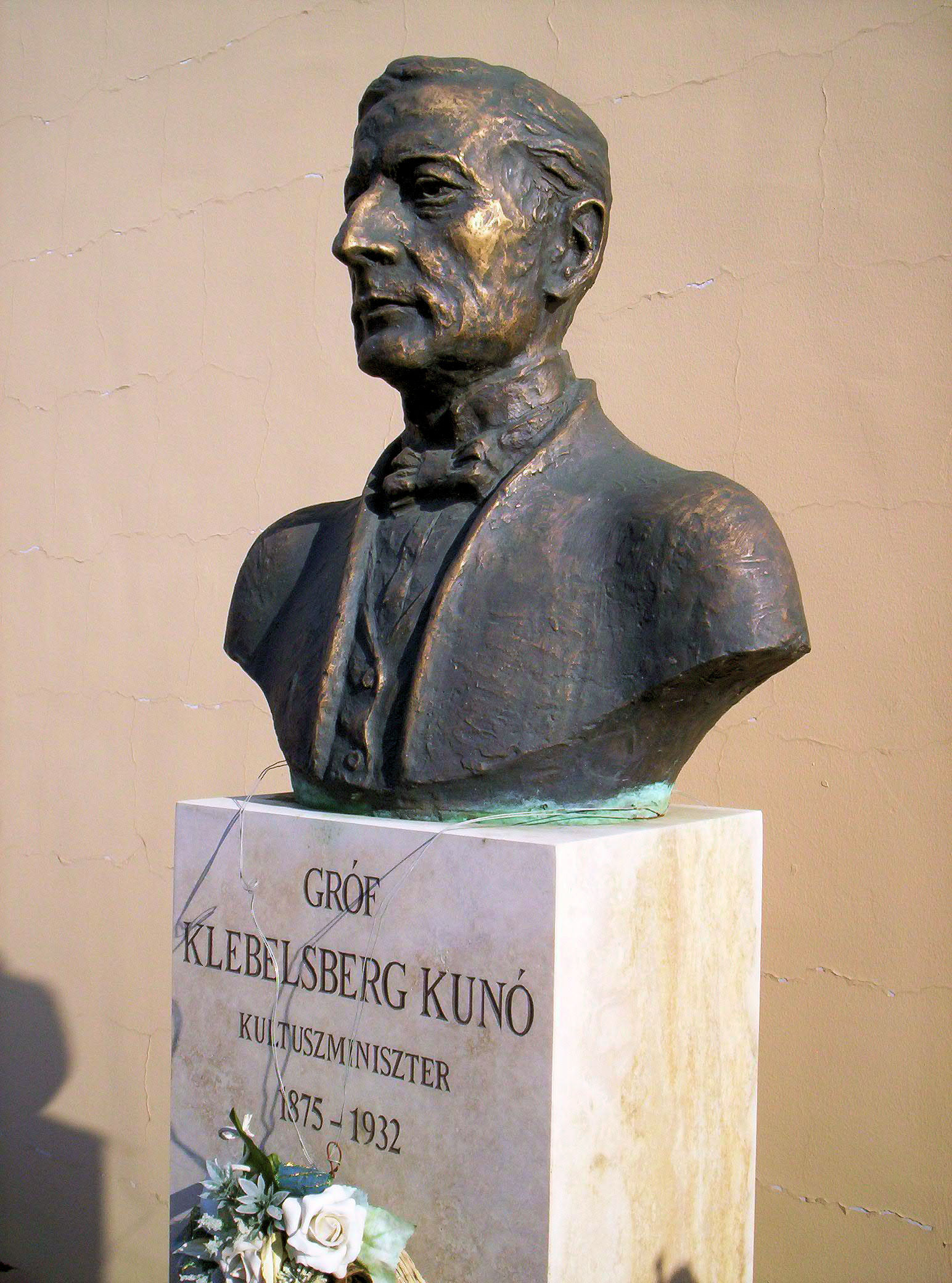
Klebelsberg Kuno portrészobra
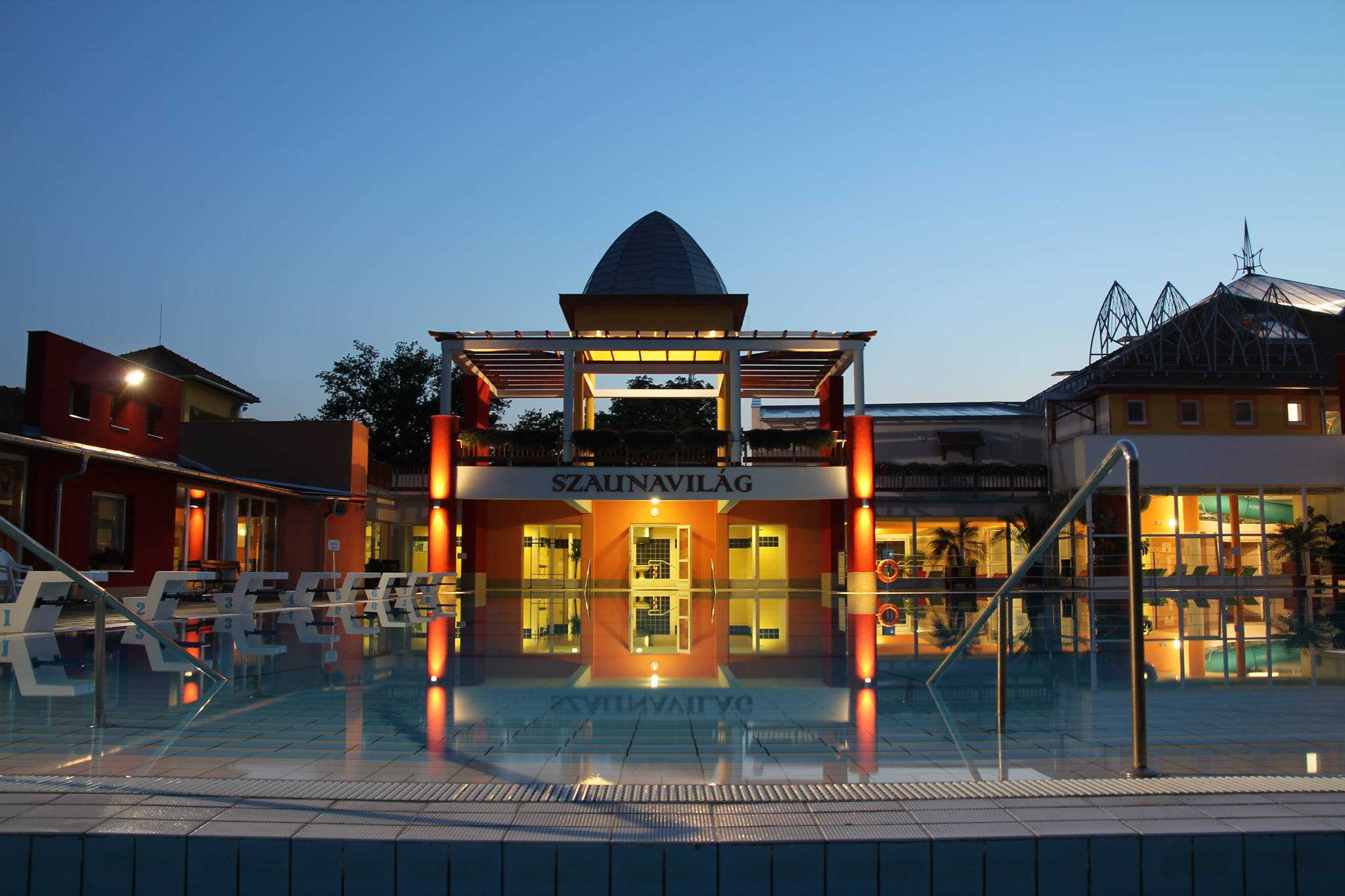
Szent Erzsébet Mórahalmi Gyógyfürdő
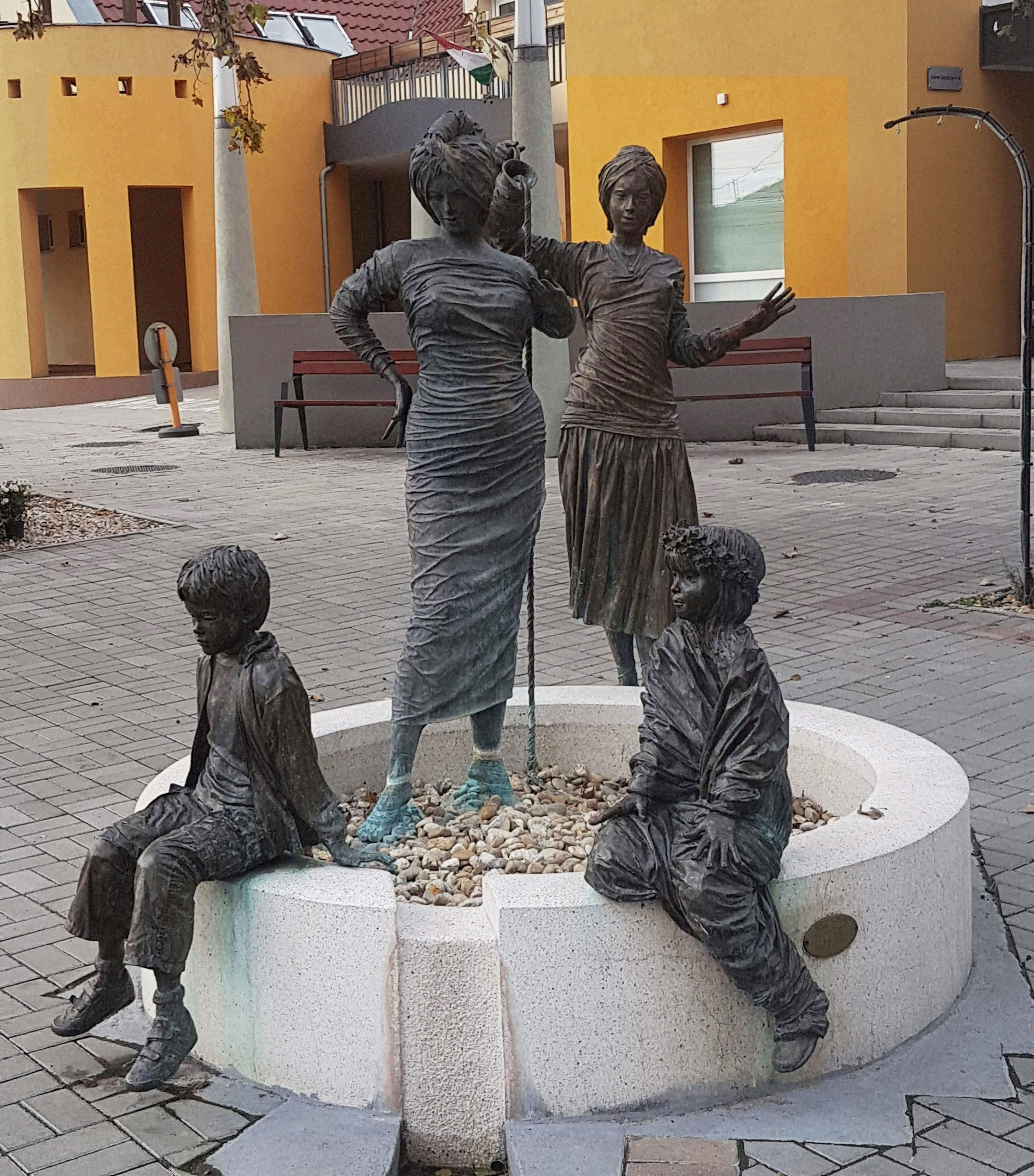
Kligl Sándor négyalakos díszkútja a gyógyfürdő előtt
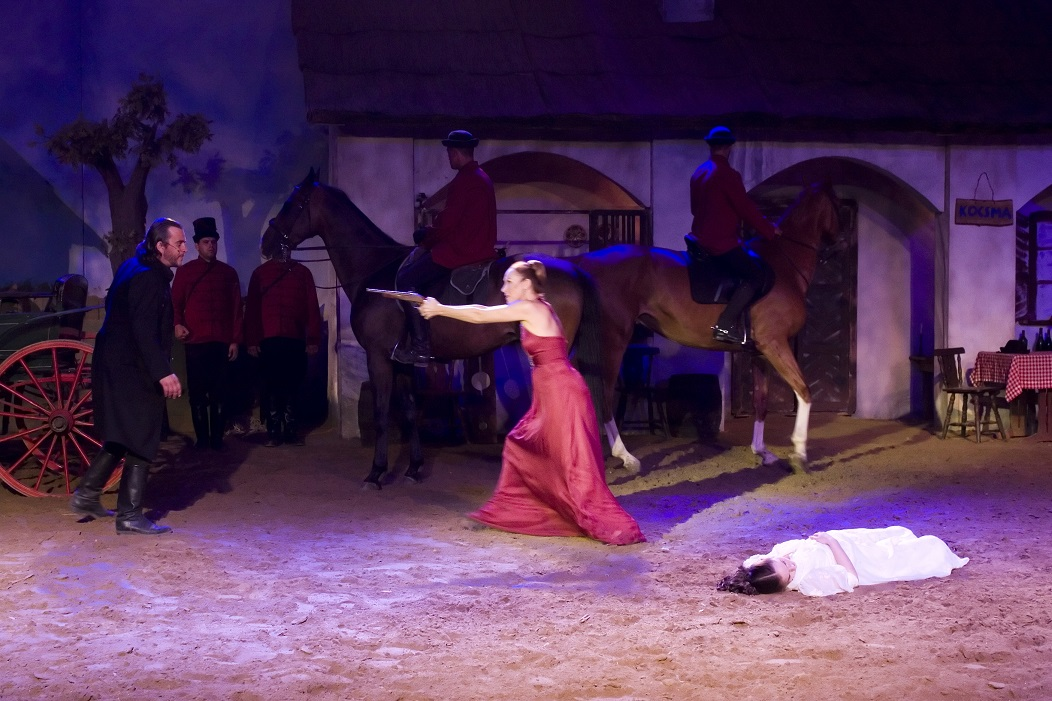
Patkó Lovas és Szabadtéri Színház